# Veliki Popović
Veliki Popović (em cirílico: Велики Поповић) é uma vila da Sérvia localizada no município de Despotovac, pertencente ao distrito de Pomoravlje, na região de Resava. A sua população era de 1239 habitantes segundo o censo de 2011.

## Demografia
| 1948 | 1953 | 1961 | 1971 | 1981 | 1991 | 2002 | 2011 |
| ---- | ---- | ---- | ---- | ---- | ---- | ---- | ---- |
| 1958 | 2011 | 2114 | 2000 | 1974 | 1768 | 1455 | 1239 |